# Camisares de Cària
Camisares de Cària (en llatí Camissares, en grec antic Καμισσάρης), era el pare de Datames de Capadòcia.
Favorit del rei Artaxerxes II de Pèrsia, aquest el va fer sàtrapa d'una part de Cilícia, la Cilícia muntanyosa més propera a Capadòcia. Va morir en la guerra dels perses contra els cadusis (cadusii) l'any 385 aC i el va succeir a la satrapia el seu fill Datames, que va governar també Capadòcia.